# Локомотиви БДЖ серия 10.00
Тази серия, заедно локомотивите серия 01.00 се поставя началото на новото конструктивно оформление, възприето в БДЖ. Серията е попълвана и завършена до края на 1935 г. Предназначена е да обслужва тежки пътнически и товарни влакове и да замени в тази си служба локомотивите серия 19.00. Котлите на локомотивите са уеднаквени с тези на серии 01.00, серия 02.00 и цвилинговите серия 46.01-46.12. Локомотивите и тендерите са снабдени с автоматична въздушна спирачка. Оборудвани са и с допълнителна въздушна спирачка с директно действие. Ръчната спирачка действа само на тендера. Всички колооси са спирателни с изключение на предната свободна колоос. Тендерът е четириосен, поставен на една двуосна талига отпред и две неподвижни отзад за доставката 1931 г. и с две двуосни талиги за доставка 1935 г. Серия 01.00, която се получава по същото време е със същите два типа тендери. За подобряване на ходовите качества на серия 01.00 се подменят всички нейни тендери с двуосните талигови, а серия 10.00 - с едноаталиговите. До 1964 г. почти всички локомотиви са преустроени на смесено мазутно-въглищно горене, а по-късно част от тях – на пълно мазутно горене. В периода 1972 – 1976 г. са бракувани всички локомотиви, като последните са в експлоатация до 1974 – 1975 г. Локомотив 10.10 е запазен за музеен.
| Експлоатационен номер | Експлоатационен номер | Фабрика                | фабр. №/ година | Бележки          |
| доставен              | от 1936 г.            | Фабрика                | фабр. №/ година | Бележки          |
| --------------------- | --------------------- | ---------------------- | --------------- | ---------------- |
| 9.001                 | 10.01                 | Schwartzkopff – Berlin | 9948/1931       | Бракуван 1976 г. |
| 9.002                 | 10.02                 | Schwartzkopff – Berlin | 9949/1931       | Бракуван 1973 г. |
| 9.003                 | 10.03                 | Schwartzkopff – Berlin | 9950/1931       | Бракуван 1973 г. |
| 9.004                 | 10.04                 | Schwartzkopff – Berlin | 9951/1931       | Бракуван 1973 г. |
| 9.005                 | 10.05                 | Schwartzkopff – Berlin | 9952/1931       | Бракуван 1972 г. |
| 9.006                 | 10.06                 | Schwartzkopff – Berlin | 9953/1931       | Бракуван 1973 г. |
| 9.007                 | 10.07                 | Schwartzkopff – Berlin | 9954/1931       | Бракуван 1976 г. |
| 9.008                 | 10.08                 | Schwartzkopff – Berlin | 9955/1931       | Бракуван 1972 г. |
| 9.009                 | 10.09                 | Schwartzkopff – Berlin | 9956/1931       | Бракуван 1973 г. |
| 9.010                 | 10.10                 | Schwartzkopff – Berlin | 9957/1931       | Бракуван 1976 г. |
| -                     | 10.11                 | Fr.Krupp – Essen       | 1459/1935       | Бракуван 1975 г. |
| -                     | 10.12                 | Fr.Krupp – Essen       | 1460/1935       | Бракуван 1972 г. |
| -                     | 10.13                 | Fr.Krupp – Essen       | 1461/1935       | Бракуван 1973 г. |
| -                     | 10.14                 | Schwartzkopff – Berlin | 10370/1935      | Бракуван 1975 г. |
| -                     | 10.15                 | Schwartzkopff – Berlin | 10371/1935      | Бракуван 1975 г. |
| -                     | 10.16                 | Schwartzkopff – Berlin | 10372/1935      | Бракуван 1972 г. |